# Polska Misja Wojskowa w Anglii

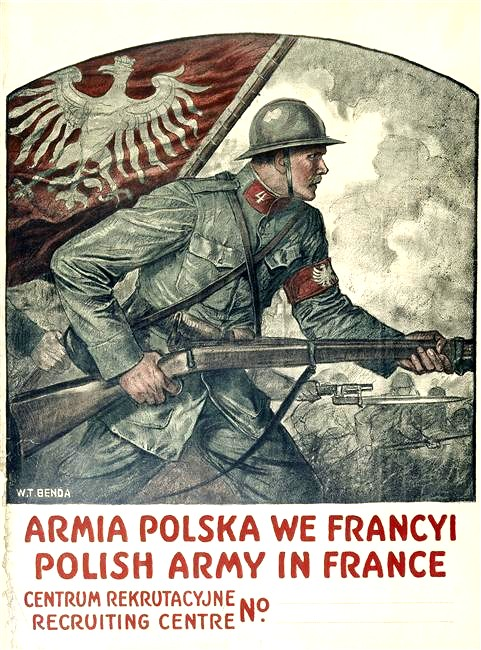
Plakat rekrutacyjny Armii Polskiej we Francji (Polska Misja Wojskowa w Anglii) autorstwa Władysława Bendy

Polska Misja Wojskowa w Anglii – polska misja wojskowa zorganizowana w Anglii w celu rekrutacji ochotników do nowo tworzonej Armii Polskiej we Francji gen. Józefa Hallera.
Rekrutację tę prowadzono wśród emigracji na terenie Anglii oraz wśród Polaków - jeńców wojennych i internowanych, pochodzących z zaboru pruskiego.
Misja prowadziła akcję agitacyjną, ustalała przynależność narodową zgłaszających się ochotników i załatwiała formalności, związane z ich zaciągiem i przejazdem do Francji.
Dokumenty wytworzone przez tę misję są jednym z zespołów akt Centralnego Archiwum Wojskowego.